# Општина Слатина (Сучава)
Слатина (рум. Slatina) општина је у Румунији у округу Сучава.
Oпштина се налази на надморској висини од 488 m.